# Спирея ниппонская
Спирея ниппонская (лат. Spiraea nipponica — вид цветкового растения семейства Розовые (Rosaceae), местный вид острова Сикоку, Япония. Листопадный кустарник с гроздьями маленьких чашеобразных белых цветов в середине лета высотой и шиной до 1,2–2,5 м
Видовой эпитет nipponica означает «японец». 

## Сорта
S. nipponica 'Snowmound' — популярный сорт, листопадный густокустистый и компактный кустарник с вертикальными скелетными ветвями и дугообразно свисающими вершинками ветвей, растет медленнее, чем видовая S. nipponica. Высотой 1,3–2(2,2) м, с возрастом до 4 м шириной. Старая кора у основания немного темнее, чем у S. nipponica. Листья расположены очередно, продолговатые или обратнояйцевидные, 1–3 см длиной, тёмно-зелёные. Соцветия белые, гутые, полушаровидные. Сорт Snowmound получил награду Королевского садоводческого общества за заслуги перед садом.  
S. nipponica 'Gerlve's Rainbow' — сорт с оранжевыми оттенками листьев. Высота куста до 0,6 м.   
S. nipponica 'Halward's Silver' — сорт с голубовато-зелёными листьями, которые осенью окрашиваются в медно-красные оттенки.    

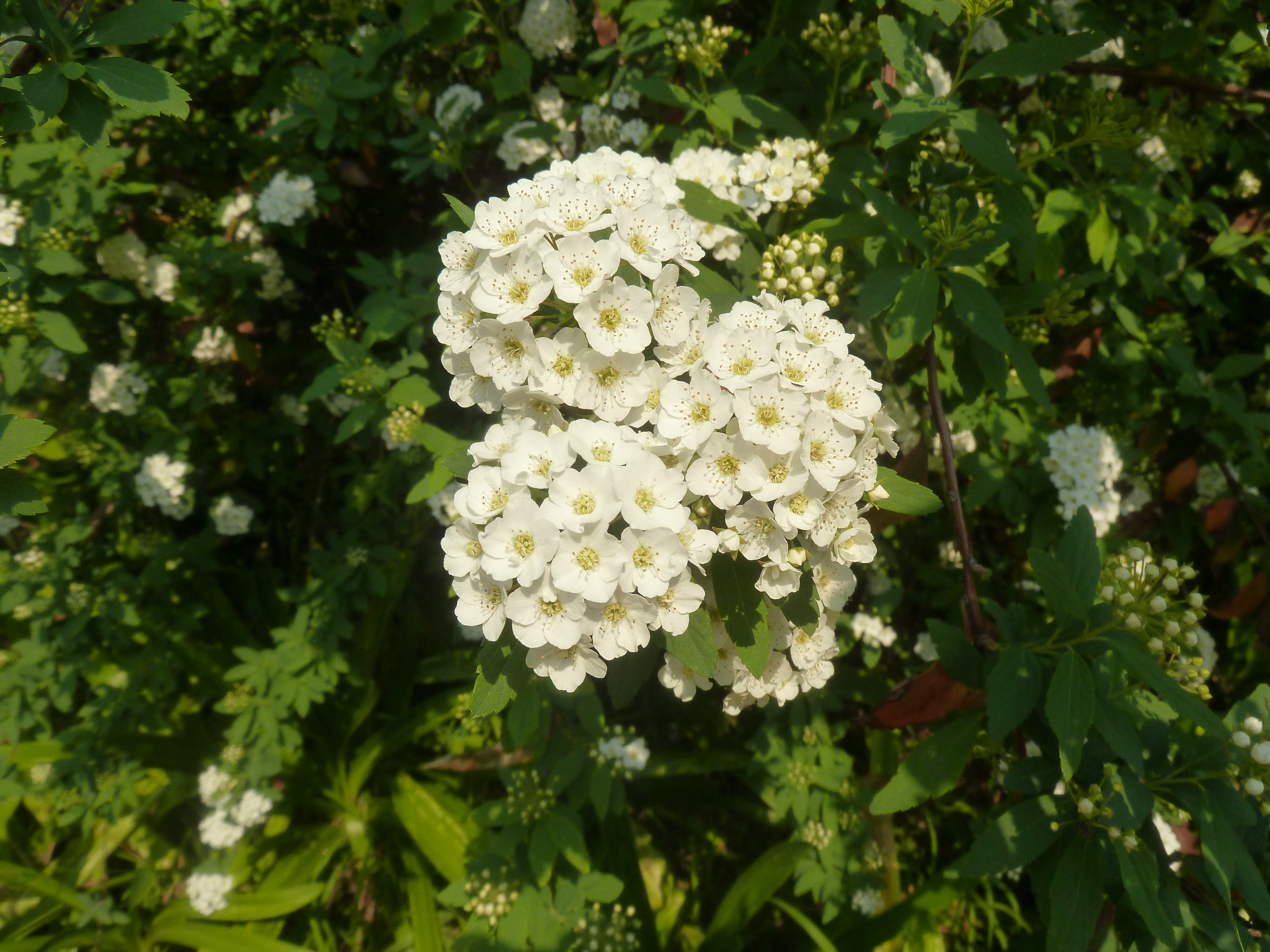
Спирея ниппонская 'Snowmound'
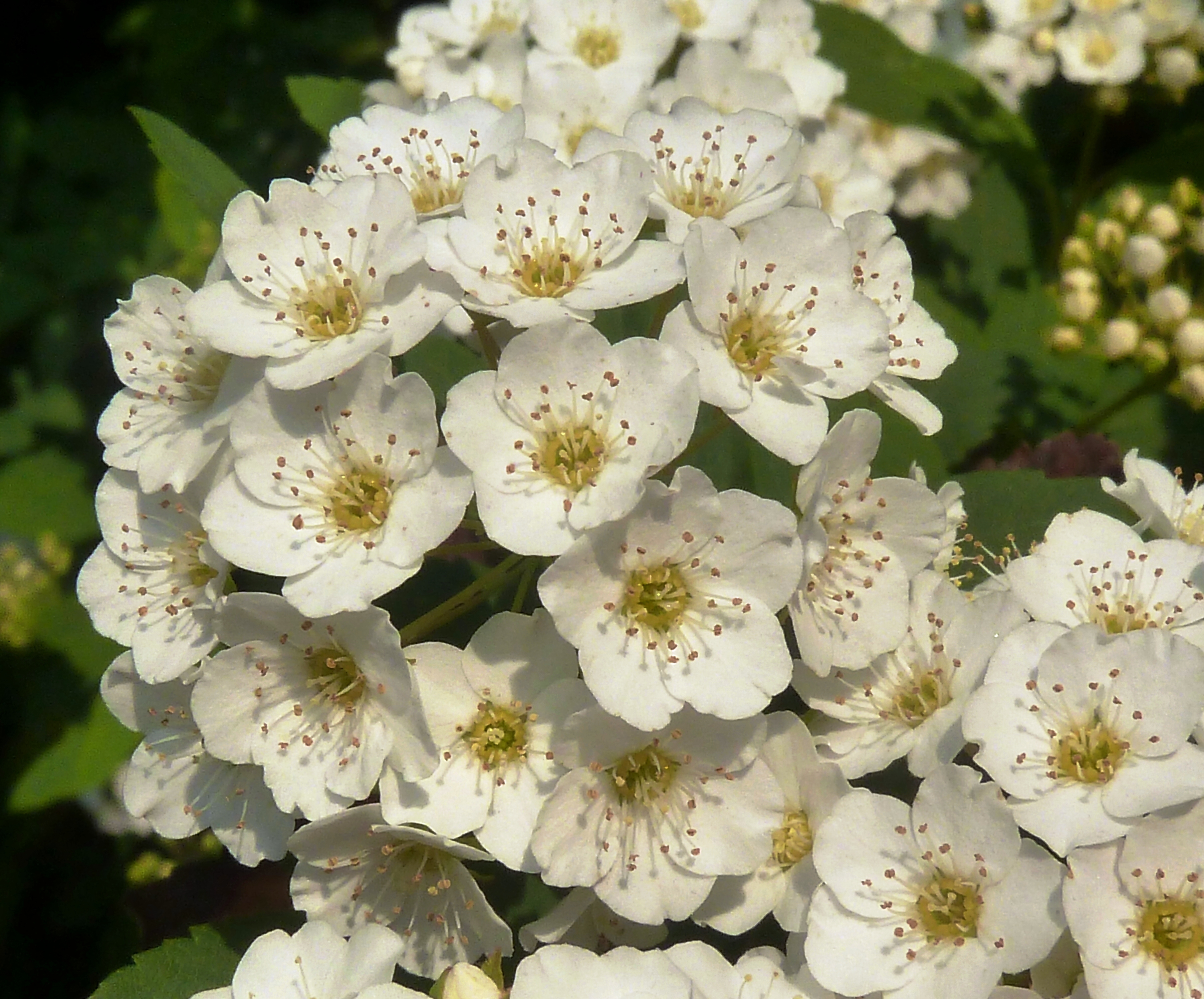
Спирея ниппонская 'Snowmound'
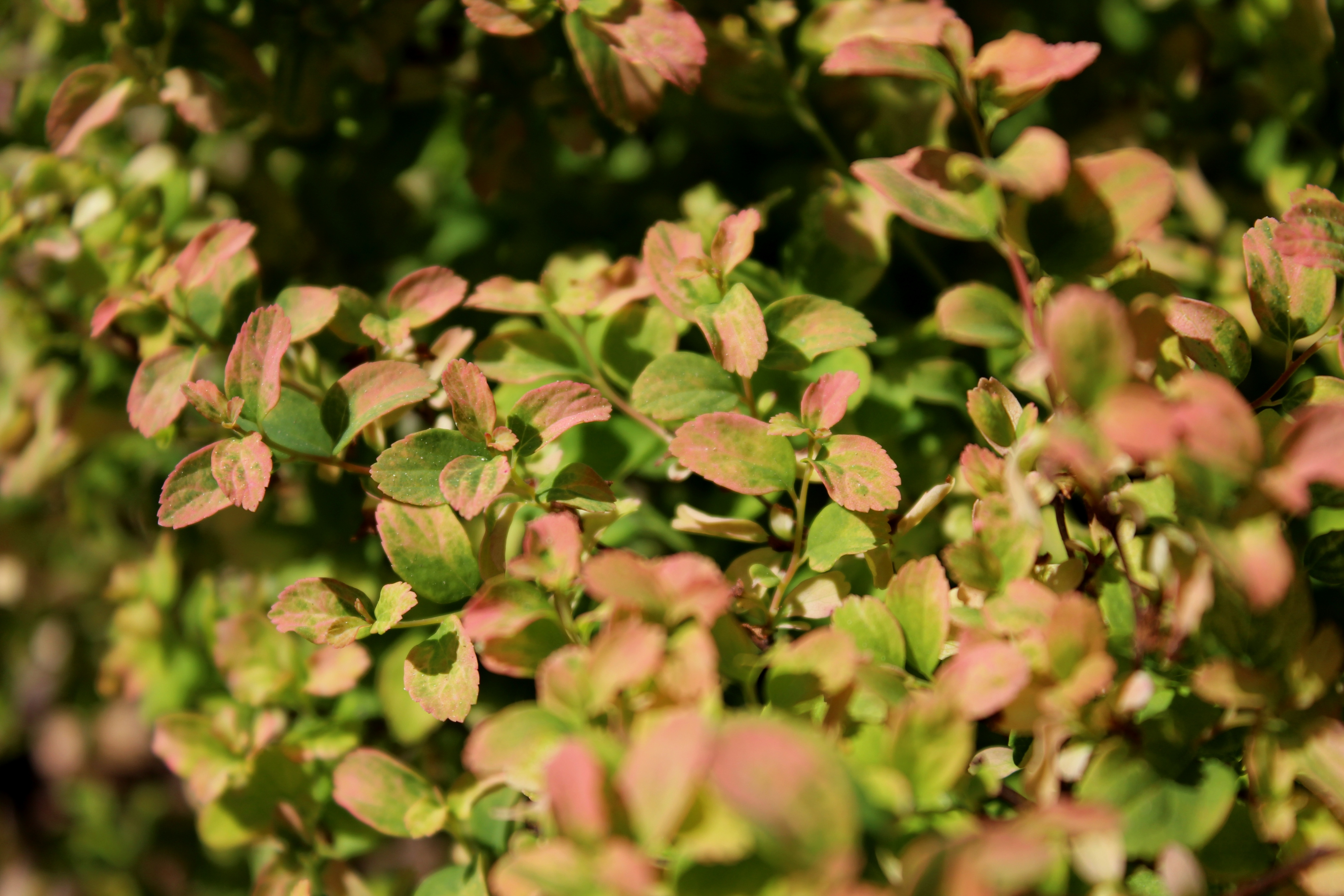
Спирея ниппонская 'Gerlve's Rainbow'
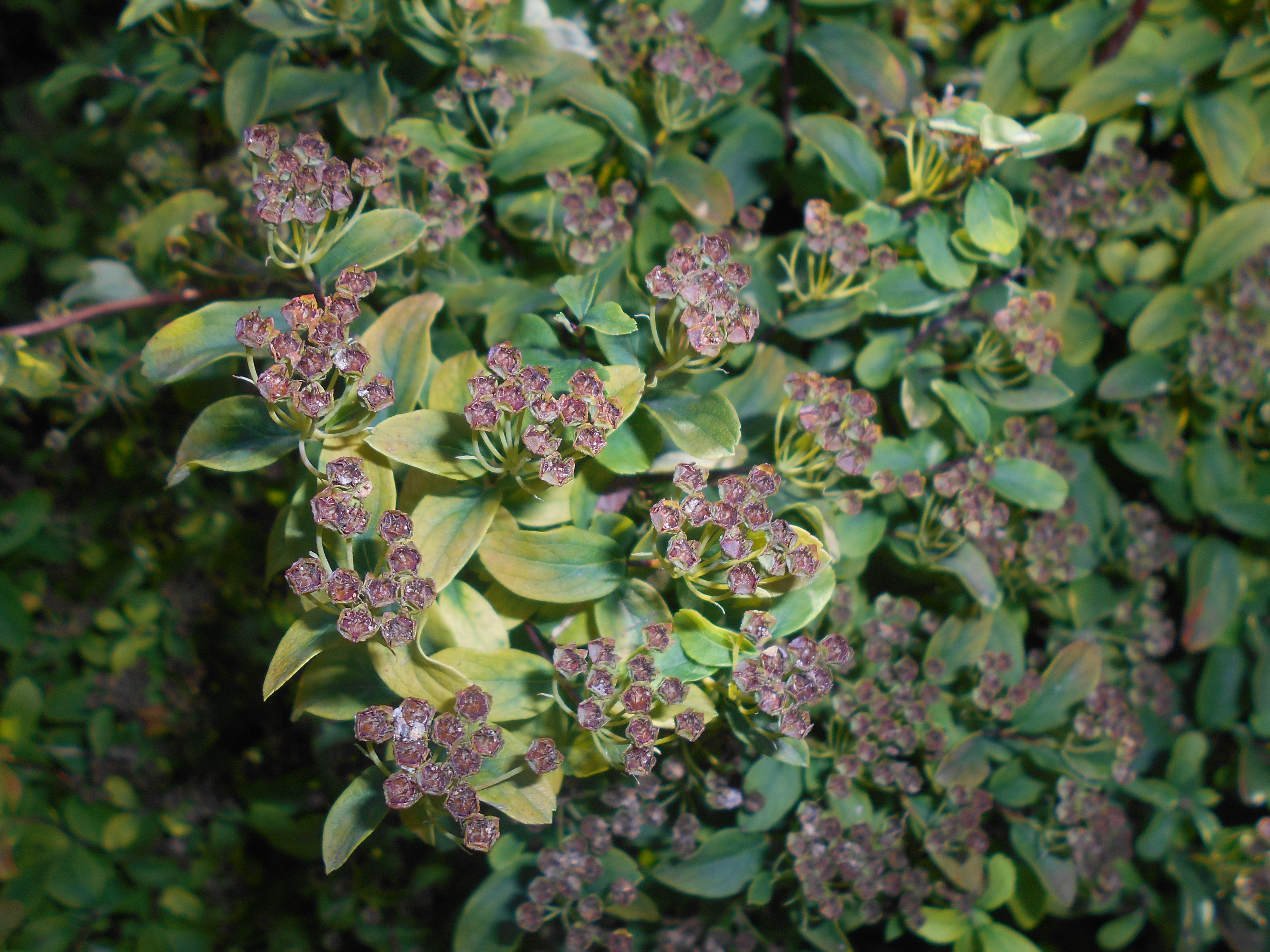
Спирея ниппонская 'Halward's Silver'